# Hórreo

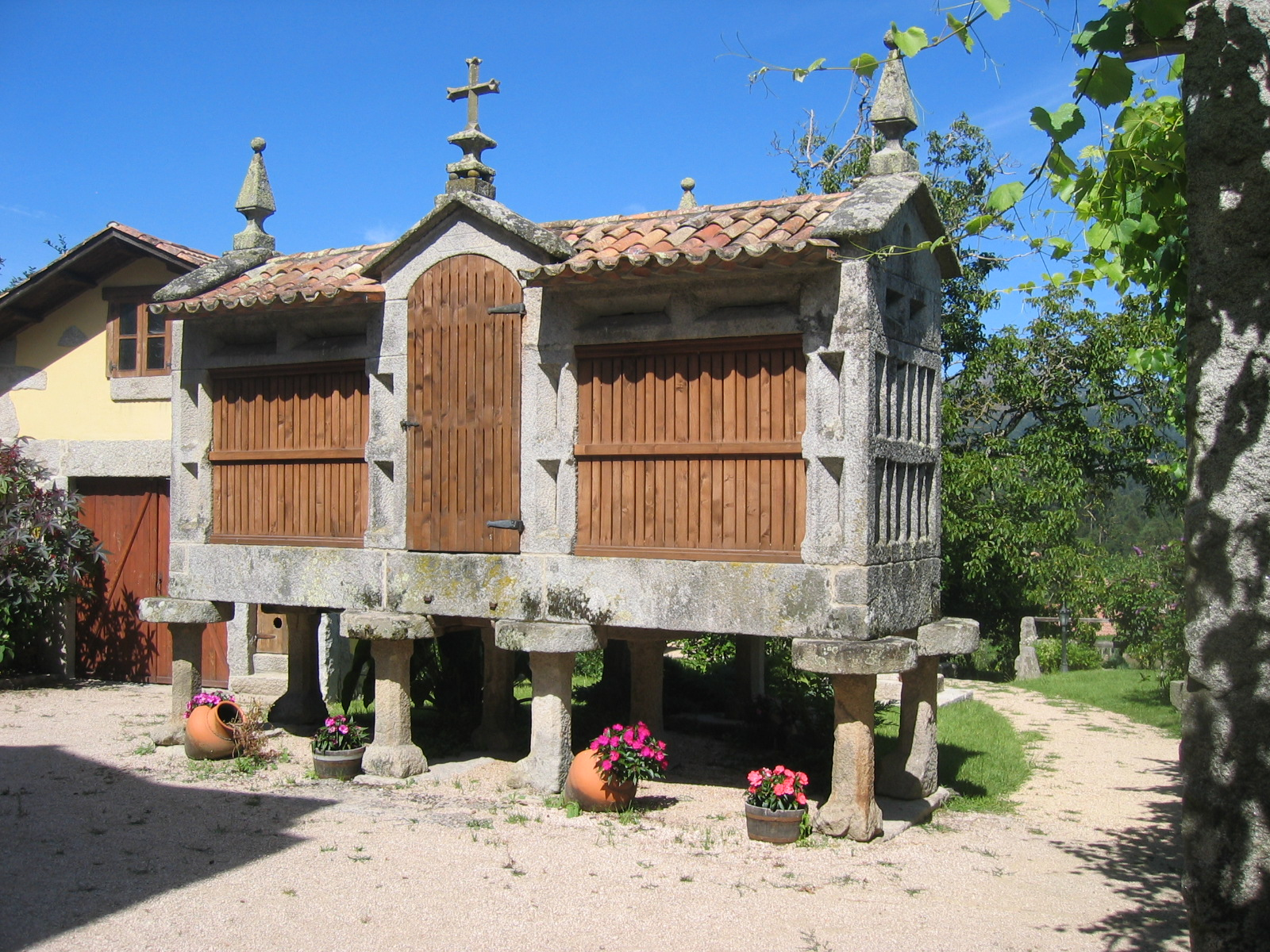
Un hórreo in Gondomar, Galizia

L'hórreo è il tipico granaio del nord-ovest della Penisola Iberica (principalmente Galizia, Asturia e il nord del Portogallo). È una struttura in pietra o in legno a forma di capanna (chiamata vira-ratos in galiziano, mueles o tornarratas in asturiano, o zubiluzea in basco), poggiata su dei pilastri di pietra (chiamati pegollos in asturiano, esteos in galiziano, abearriak in basco) per evitare l'entrata di umidità e di animali, specialmente topi o altri roditori. Le pareti dell'hórreo sono caratterizzati da fessure per facilitare la ventilazione dell'ambiente.
Nel 1918 l'antropologo polacco Eugeniusz Frankowsky registra l'uso di questi granai nella Penisola Iberica, nella regione delle Alpi, nella Penisola scandinava, nei Balcani, nel territorio dell'Africa Subsahariana, in Persia, nel sud-est asiatico, in Giappone, nella Penisola di Kamchatka e nell'area dello Stretto di Bering, per la conservazione dei cereali. L'uso dell'hórreo si stende per buona parte del nord della Penisola Iberica dove l'arrivo anticipato dell'inverno lungo, freddo e umido obbliga a realizzare una mietitura prematura.

## Etimologia

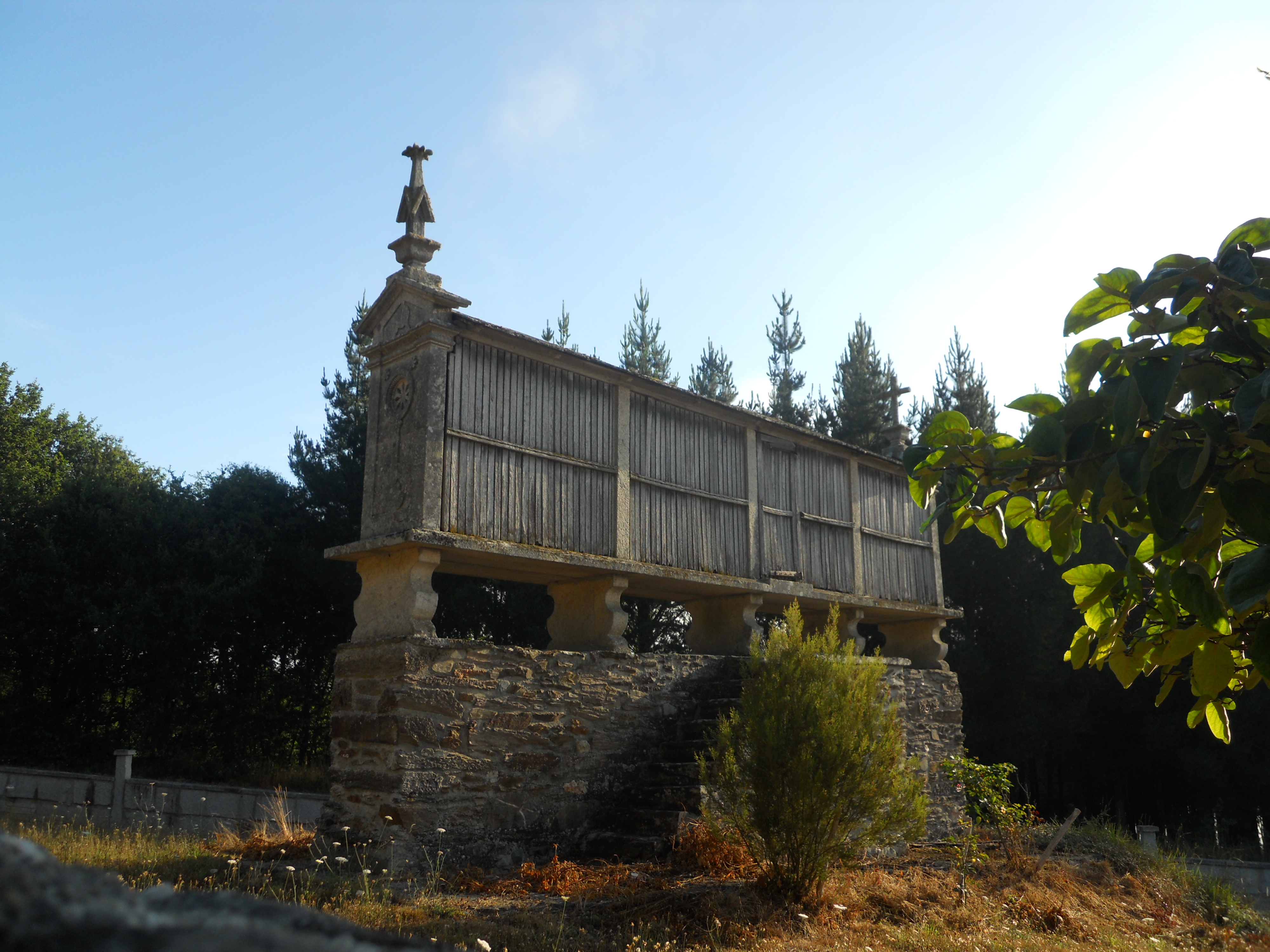
Un Horreo degli anni'10 vicino a Portomarín

Hórreo deriva dal latino horreum (a sua volta dal greco ὡρεῖον, σιτοφυλακεῖον, ἀποθήκη, granaio) che indicava un edificio nel quale si conservavano frutti del campo, in particolar modo il grano. La parola horror, -oris, horror, ha la stessa radice e stava ad indicare edifici bui e freddi.
Durante l'Impero Romano il termine horreum si utilizzava per qualsiasi luogo destinato alla conservazione di cose di qualsiasi natura come vino (horrea vinearia), merci e provviste (horreum penarium) o persino denaro o opere d'arte. Seneca disse che la sua libreria era un horreum. Il significato più esteso della parola è quello del granaio di frutta e cereali. Oltre agli horrea subterranea,  ne esistevano altri due tipi capaci di mantenere lontano l'umidità: uno costruito in superficie e l'altro, chiamato horrea pensilia o sublimia, costruito su piccoli piedi di pietra verticali sul terreno.
Gli horrea publica formavano parte del sistema pubblico d'approvvigionamento delle città dell'Antica Roma e dell'amministrazione fiscale dell'Impero. Si utilizzavano sia per la riscossione delle tasse che per la conservazione di quei beni che non erano considerati al sicuro dentro le case, o l'horreaticus, ossia il grano o spezie. Erano sotto la supervisione di un funzionario chiamato horrearius.
Tuttavia altri autori considerano che l'attuale hórreo derivi da un órreo pre-romano, presente nella toponomastica e nell'idronimia, e che avrebbe il significato di "silo per il grano".